# Murdock River
Murdock River är ett vattendrag i Kanada.   Det ligger i provinsen Ontario, i den sydöstra delen av landet, 400 km väster om huvudstaden Ottawa.
I omgivningarna runt Murdock River växer i huvudsak blandskog. Runt Murdock River är det mycket glesbefolkat, med 3 invånare per kvadratkilometer.